# Emil Bahrfeldt
Emil Bahrfeldt, född 1850 och död 1929 var en tysk numismatist. Emil Bahrfeldt var bror till Max von Bahrfeldt.
Bahrfeldt arbetade som försäkringsdirektör i Berlin. Utöver detta ägnade han sig åt studier av medeltida tyska mynt. Bahrfeldt utgav 1901-28 Berliner Münzblatt, och har bland annat skrivit Münzwesen der Mark Brandenburg (3 band, 1889-1913).